# 中野美知子
中野 美知子（なかの みちこ）は、日本の言語学者。早稲田大学教育・総合科学学術院名誉教授。専門は語彙機能文法。博士（応用言語学）。言語学のみならず、心理学や論理学の分野でも多くの論文を執筆するなど、当該分野においてその実績は広く認知されている。英語教育の分野で研究者を育成し、異文化交流を通した英語学習を基盤に、自らの大学における英語教育の改革に取り組んだ。

## 来歴
津田塾大学学芸学部英文学科卒業。同大学院修士課程修了、同博士課程満期退学。愛知大学教養部勤務を経て、エジンバラ大学文学部言語学科大学院で修士号と博士号を取得。1990年（平成2年）早稲田大学教育学部助教授。1992年（平成4年）より早稲田大学教 育・総合科学学術院教授。2015年（平成27年）定年退職。